# Серра, Пере

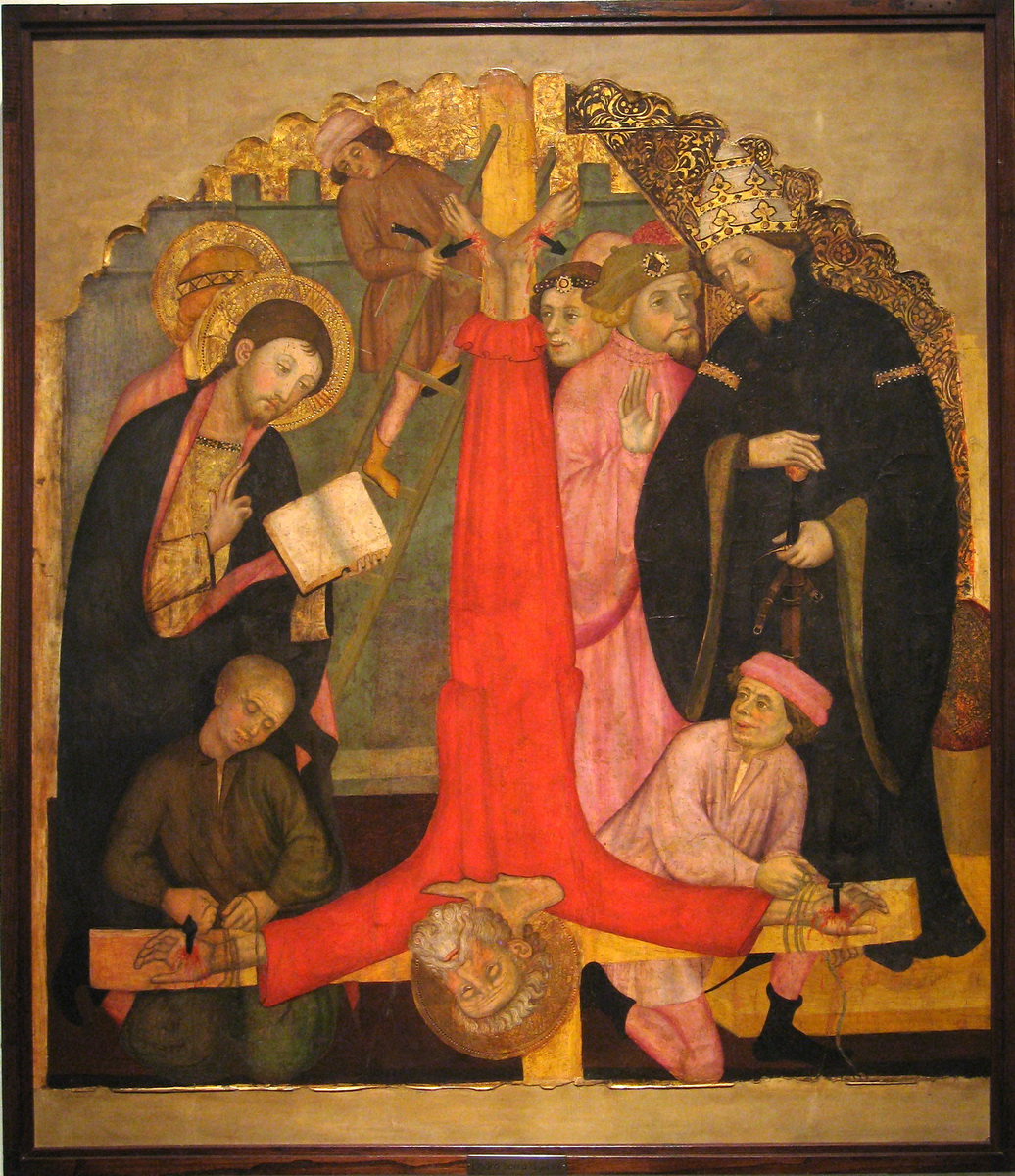
Пере Серра. Распятие Св. Петра, 1400

Пере Серра или Педро Серра (исп. Pere Serra, XIV в.) — испанский (каталонский) живописец, представитель интернациональной готики. Годы его деятельности — между 1357 и 1406.

## Биография и творчество
Считается наиболее одаренным среди четверых братьев-художников, из которых еще известен Хайме Серра. С 1357 входил в мастерскую Рамона Десторрентса. Отличался интересом к колористическим проблемам. Вместе с братьями работал в монастыре Святой Марии Сихенской в провинции Уэска. Ему также атрибутируется алтарь в соборе Манресы (ок.1394), алтарь Всех Святых в монастыре в Сан-Кугат-дель-Вальес и ряд других работ, ныне находящихся в музеях Барселоны (Национальный музей искусства Каталонии), Милана (Брера), Палермо и др.

## Влияния
Испытал воздействие сиенской школы.